# Robin-Hood-Index
Der Robin-Hood-Index (Robin Hood nachempfunden) – auch Ricci-Schutz-Index (nach dem italienischen Ökonom Umberto Ricci [1879–1946] und dem US-amerikanischen Ökonom Robert R. Schutz [* 1915]), maximaler Nivellierungssatz (nach Lindahl) (gemäß Erik Robert Lindahl [1891–1960]) oder Piètra-Index respektive Pietra-Index (Gaetano Piètra [1879–1961], italienischer Statistiker) genannt – ist ein Maß der Einkommensungleichverteilung (Ungleichverteilungsmaß) über geografische Gebiete und ist von der Lorenz-Kurve abgeleitet.

## Definition

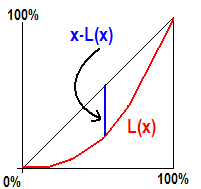
Die blaue Linie zeigt die Differenz

Mathematisch ist der auf die Lorenz-Kurve {\displaystyle L(x)} bezogene Robin-Hood-Index gleich dem Wert {\displaystyle \!\ \max[x-L(x)]}, das ist die längste Lorenz-Kurvensehne, die längste Vertikale, die zwischen der Lorenz-Kurve der perfekten Gleichverteilung (z. B. für Einkommen) und der gemessenen Lorenz-Kurve eingezeichnet werden kann. Theoretisch entspricht die Höhe des Rechtecks, das die Lorenz-Kurve umgibt, dem größtmöglichen Maximum. Folglich ist der Quotient aus der ermittelten Vertikale und der Rechteck-Höhe ein Maß zwischen 0 % und 100 %. In der Regel ist die vertikale Richtung der Lorenz-Kurve aber bereits auf 1 bzw. 100 % normiert, so dass die Quotientenbildung unterbleiben kann.
Der Robin-Hood-Index ist konzeptionell eines der einfachsten Ungleichverteilungsmaße. Er wird in der Ökonometrie sowie der Soziologie verwandt. Der Name rührt daher, dass er gleich der Menge des totalen Volkseinkommens ist, das in der Gesellschaft umverteilt (von der reicheren Hälfte der Bevölkerung genommen und der ärmeren Hälfte gegeben) werden müsste, um finanzielle Gleichheit zu schaffen. Sind nämlich {\displaystyle x_{1}\leq x_{2}\leq \dotsb \leq x_{n}} die vorhandenen Einkommen, wobei die Gesamtsumme auf 1 normiert sei, so fehlt den Mitgliedern der ärmeren Hälfte der Betrag {\displaystyle {\tfrac {1}{n}}-x_{i}}, wobei der Index {\displaystyle i} von 1 bis zu der Stelle {\displaystyle j} läuft, ab der mehr als {\displaystyle {\tfrac {1}{n}}} verdient wird. Der insgesamt umzuverteilende Betrag ist daher:
{\displaystyle \sum _{i=1}^{j}\left({\frac {1}{n}}-x_{i}\right)={\frac {j}{n}}-\sum _{i=1}^{j}x_{i}=x-L(x)} mit {\displaystyle x={\frac {j}{n}}\,,}
und der Wert {\displaystyle x-L(x)} ist nach Konstruktion maximal, denn erhöht man {\displaystyle j}, so kommen in der Summe links nur noch negative Summanden hinzu.